# Valentina Acca
Valentina Acca (Napoli, 4 ottobre 1980) è un'attrice italiana.
Valentina Acca divide la sua attività tra cinema, teatro e televisione. La sua formazione avviene in Italia e all’estero affiancando allo studio della recitazione la passione per musica e canto. E’ coprotagonista nel film “Pericle il Nero” di Stefano Mordini presentato al Festival di Cannes nel 2016. Dal 2018 al 2024 è stata tra gli interpreti della serie tv L'amica geniale targata HBO e diretta da Saverio Costanzo.

## Biografia
All'età di 13 anni, ottiene una piccola parte nel film Pianese Nunzio, 14 anni a maggio di Antonio Capuano.
Frequenta l'Accademia del Teatro Bellini di Napoli lasciandola incompiuta. Tenta senza successo l'ammissione a tutte le più importanti accademie italiane di recitazione e inizia così a formarsi fuori dalle scuole, scegliendo i propri maestri in Italia e Europa. Nel frattempo, lavora come intervistatrice telefonica per una azienda francese, come modella in una scuola di pittura e come commessa.
Nel 2003, ottiene una borsa di studio per un corso di perfezionamento all'Accademia Silvio d'Amico di Roma.
Tra il 2004 e il 2006, recita in ruoli secondari nel film noir Segui le ombre di Lucio Gaudino e nelle serie televisive poliziesche La squadra e Nebbie e delitti.
Recita come attrice protagonista con Nino D'Angelo nello spettacolo teatrale Zingari di Raffaele Viviani per la regia di Davide Iodice e nel progetto “Museum” diretta da Renato Carpentieri.
Nel 2007, è l'entraineuse Oksana nel film indipendente Una notte di Toni D'Angelo e l'anno dopo prende parte alla seconda puntata della miniserie televisiva gialla Il commissario De Luca diretta da Antonio Frazzi.
Interpreta Donna Elvira in Don Giovanni, a cenar teco con la regia di Antonio Latella.
Nel 2013, interpreta Alba nel film Esterno sera di Barbara Rossi Prudente, presentato alla Festa del cinema di Roma e nello stesso anno a teatro è Rossella O'Hara in Francamente me ne infischio, cinque atti liberamente ispirati a Via col vento di Margaret Mitchell diretta nuovamente da Antonio Latella. Per questa interpretazione ottiene la candidatura al premio Virginia Reiter e vince il Premio Ubu come miglior attrice protagonista (accreditata ancora col nome anagrafico), ex aequo con Caterina Carpio e Candida Nieri.
La collaborazione con la compagnia Stabile Mobile Antonio Latella continua con gli spettacoli C'è del pianto in queste lacrime in cui è Gelsomina, la tournée in Europa e America Latina di Natale in casa Cupiello di Eduardo De Filippo nel ruolo di Ninuccia.
Nel 2015 recita nel film Pericle il nero di Stefano Mordini nel ruolo di Anna, film presentato al Festival di Cannes del 2016 nella sezione Un certain regard e nello stesso anno interpreta Henriette in Ti regalo la mia morte, Veronika. Partecipa alla commedia Some girls del drammaturgo inglese Neil Labute con la regia di Marcello Cotugno e nel 2018 è nel cast della serie televisiva L'amica geniale trasmessa in Italia su Rai 1, ruolo che ricopre fino al 2024.

## Filmografia

### Cinema
- Pianese Nunzio, 14 anni a maggio, regia di Antonio Capuano (1994)
- Autunno, regia di Nina Di Majo (1998)
- I cinghiali di Portici, regia di Diego Olivares (2003)
- Segui le ombre, regia di Lucio Gaudino (2004)
- Il gabbiano di A. Cechov, regia di Loredana Scaramella (2004)
- Mare nero, regia di Roberta Torre (2005)
- Senza amore, regia di Renato Giordano (2007)
- Una notte, regia di Toni D'Angelo (2007)
- Esterno sera, regia di Barbara Rossi Prudente (2013)
- Pericle il nero, regia di Stefano Mordini (2015)

### Televisione
- La squadra, regia di Stefano Alleva (2003)
- Un giorno per sempre, regia di M.A. Graffeo (2004)
- Nebbie e delitti, regia di Riccardo Donna (2004)
- Il commissario De Luca, episodio Carta bianca, regia di Antonio Frazzi (2007)
- L'amica geniale, regia di Saverio Costanzo, Alice Rohrwacher (2018-2024)
- I bastardi di Pizzofalcone 3, regia di Monica Vullo - serie TV, episodio 3x05 (2021)

## Radio
- Matilde Serao, regia di Marcello Avallone (2005)
- Penelope Carnevali: assassina dell'800, regia di Marcello Avallone (2006)
- Io sono Crispi – Storie Interrotte, regia di Lorenzo Pavolini (2007)

## Teatro
- Museum regia di Renato Carpentieri (2006)
- Zingari regia di Davide Iodice (2006)
- Io sono Crispi regia di Claudio Di Palma (2006)
- Come vi piace regia Loredana Scaramella (2007)
- Kamikaze regia di MK (2010)
- Brand regia di Tommaso Tuzzoli (2010)
- Madame regia di Paula Diogo (2010)
- Incendi regia di Agnese Cornelio (2011)
- Tutto ciò che è grande è nella tempesta regia di Andrea De Rosa (2011)
- Guardami regia di Pierpaolo Sepe (2011)
- Altare per voce sola: Maria regia di Antonio Latella (2011)
- Frateme  regia di Benedetto Sicca (2012)
- Don Giovanni, a cenar teco regia di Antonio Latella (2012)
- Francamente me ne infischio! regia di Antonio Latella (2013)
- C'è del pianto in queste lacrime regia di Antonio Latella (2013)
- Occhi gettati regia di Francesco Saponaro (2013)
- Natale in casa Cupiello regia di A. Latella (2014)
- Ti regalo la mia morte, Veronika regia di A. Latella (2015)
- Some girls  regia di Marcello Cotugno (2017)

## Premi e riconoscimenti
- 2003 - premio La parola e il gesto
- 2007 - premio Fersen per Appunti per uno sguardo teatrale su Tina Modotti
- 2013 – Premio UBU come miglior attrice protagonista per Francamente me ne infischio nel ruolo di Rossella O’Hara